# Katastrofefondet - førstehjælpen på landevejene
Katastrofefondet - førstehjælpen på landevejene er en dansk oplysningsfilm fra 1950 instrueret af Carl Otto Petersen efter eget manuskript.

## Handling
Oplysningsfilm om katastrofefondets hjælpeposter, der er forsynet med telefon og forbindskasse og er placeret i butikker, kroer, tankstationer, gårde eller ledvogterhuse i nærheden af jernbaneoverskæringer og stærkt trafikerede veje. Ved ulykker tilkalder 'postbestyreren' hjælp og yder selv førstehjælp. Der findes 1600 hjælpeposter med ca. 4 kilometers afstand fordelt over hele landet. Filmen viser eksempler på ulykker, bl.a. en elektricitetsulykke og et sammenstød mellem en bil og et tog.